# 皮弁冠

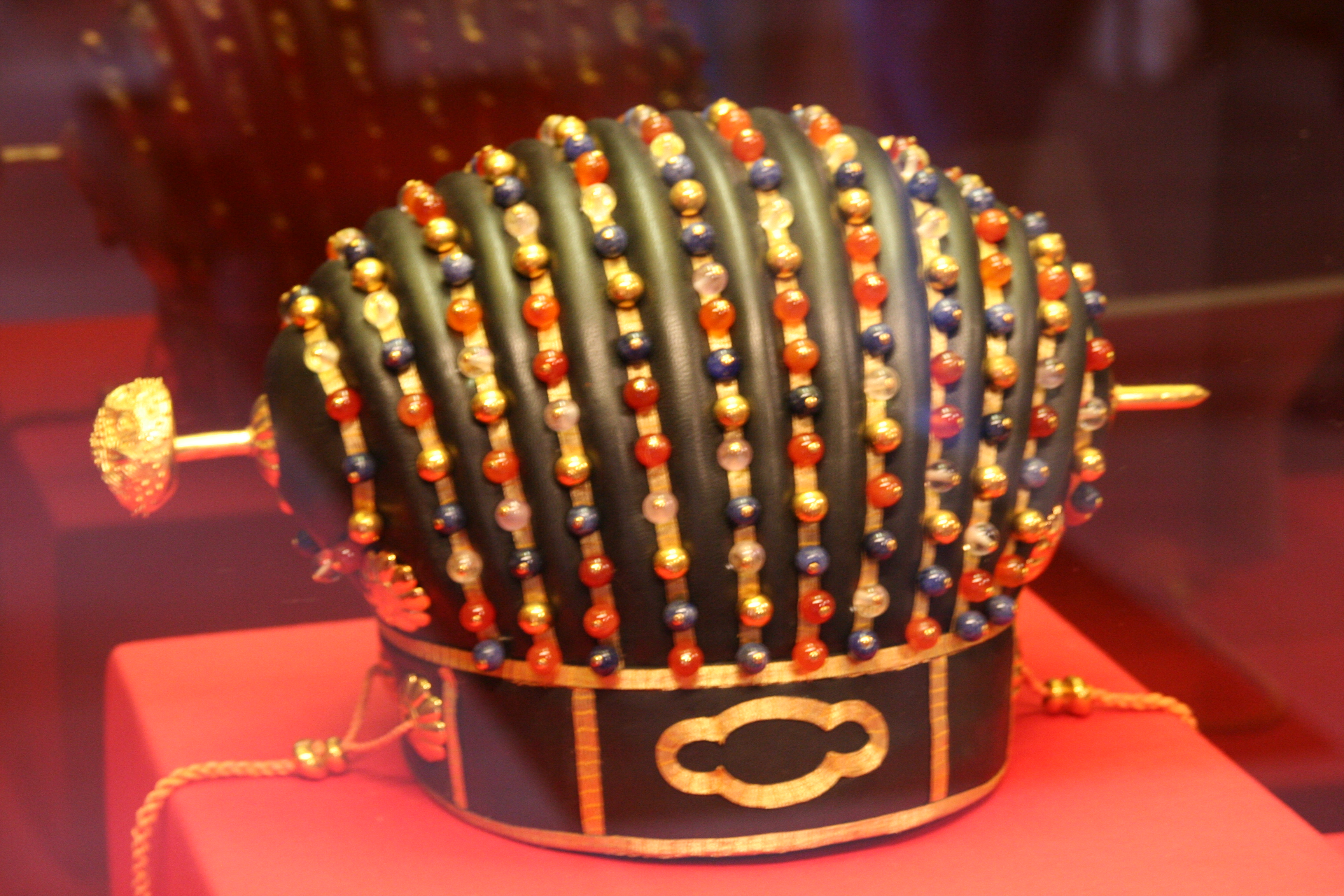
玉御冠

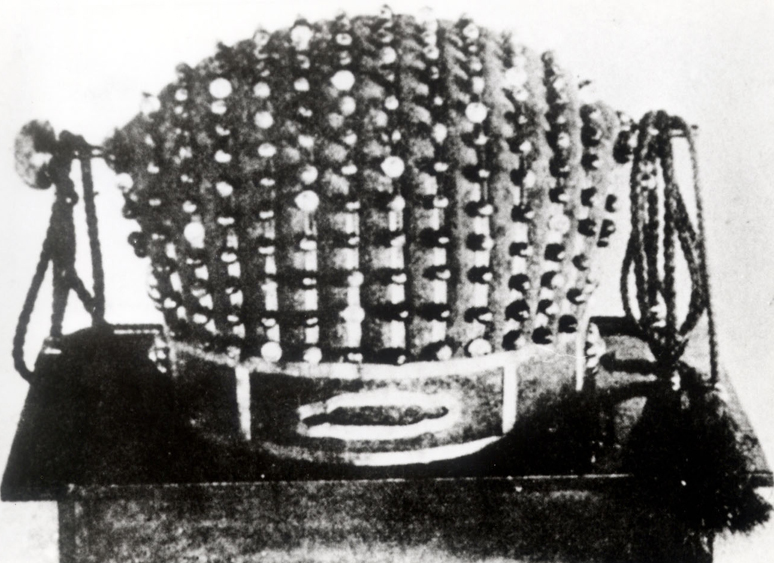
皮弁冠

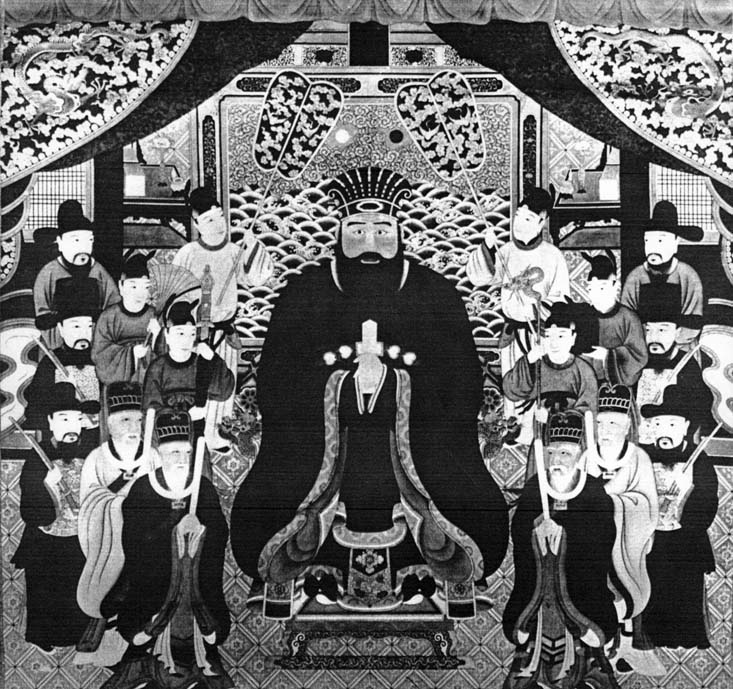
尚円王御後絵。皮弁冠、皮弁服を着用

皮弁冠（ひべんかん）とは中国の君主が儀式や朝謁に着用し、また、琉球国王が中国皇帝に冊封され、正式の国王となったのち着用する正式の冠である。玉冠（ぎょくかん、ぎょっかん）や玉御冠（たまのおかんむり、タマンチャーブイ）ともいう。

## 概要
皮弁冠服は明朝までの中国の君主が儀式や朝謁に着用した装束で、明では皇帝・皇太子・親王・世子・郡王に限られ、また冊封関係にある外国君主に下賜された。東アジアでは明に冊封を受けた朝鮮国王や、日本国王に冊封された足利将軍は親王クラスの皮弁冠服であった（朝鮮の役講和で豊臣秀吉に贈られたものは郡王クラス）。冊封の際には冊封使より国王は皮弁冠、皮弁服(王服)、大統暦を賜った。最初、琉球国王は明の郡王とほぼ同列に扱われ、金銀玉をとめた七縫の筋の冠を着用したが、1755年に中国の皇帝の冠と同じ12縫の冠とし、玉の数を266個にした。これはそれまでの華夷秩序からすれば極めて思い上がった不遜な行為であるが、琉球は1644年に明が滅んだ後に1663年から清朝の冊封を受けたものの、清ではその衣冠制度を満州族の装束に改め（剃髪易服）、それ以前の中国伝統の衣冠を廃止して採用しなかったことから、問題視はされなかった。